# Яскин, Леонид Иванович
Леонид Иванович Яскин (род. 24 ноября 1940) — российский инженер-нефтяник, начальник управления «Пермнефтегаз» (1972—1984). Лауреат Премии Совета Министров СССР.

## Биография
Родился 24.11.1940 г.
Окончил Уфимский нефтяной институт (1965).
Трудовая деятельность:
- 1957—1965 оператор по добыче нефти НПУ «Бавлынефть», слесарь НПУ «Альметьевскнефть»;
- 1965—1969 старший механик, начальник газокомпрессорной установки;
- 1969—1984 главный инженер, начальник управления «Пермнефтегаз»;
- 1984—1995 зам. генерального директора объединения «Пермнефть»;
- с 1995 зам. генерального директора АО «Пермнефть».

Автор 4 изобретений.

## Награды
Лауреат Премии Совета Министров СССР. Награждён орденом Трудового Красного Знамени. Почётный нефтяник.